# Cichla orinocensis
Cichla orinocensis es una especie de peces de la familia Cichlidae en el orden de los Perciformes.

## Morfología
Los machos pueden llegar alcanzar los 61,7 cm de longitud total y los 6,220 kg de peso.

## Distribución geográfica
Se encuentran en Sudamérica: cuencas del río Orinoco y de sus afluentes en Colombia y Venezuela, del río Amazonas y del Río Negro.